# Kymo One

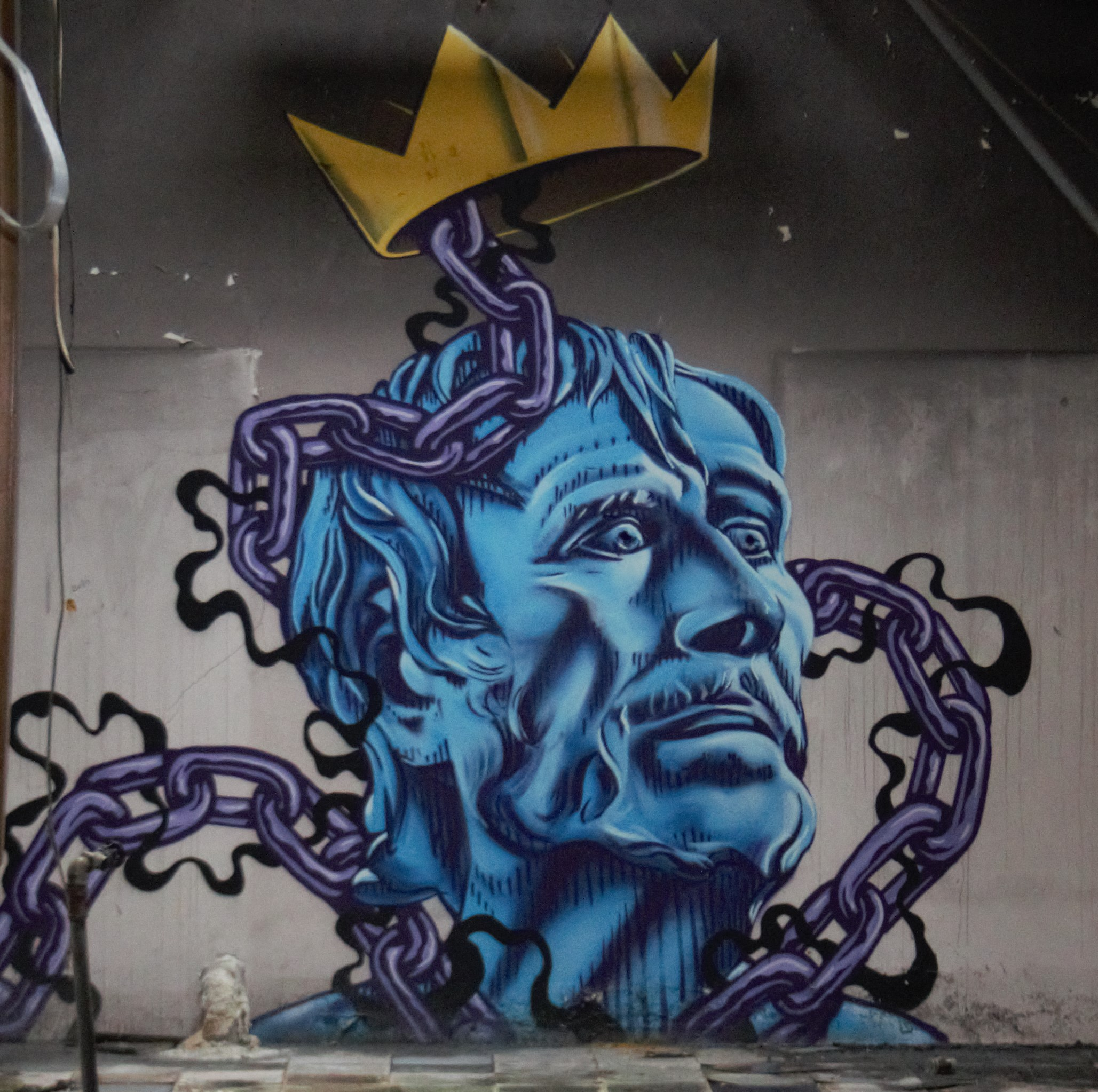
Werk van Kymo One in de voormalige Cantaert-fabriek, Zottegem

Kymo One is een Belgisch kunstschilder gespecialiseerd in graffiti en street art.
De kunstenaar volgde een opleiding als grafisch illustrator en maakte reeds verschillende muurschilderingen. Zijn stijl wordt gekenmerkt door typische terugkerende elementen als kettingen en rook. 
Ter gelegenheid van de 450ste verjaardag van de onthoofding van Egmont bracht hij in 2018 op een muur in de Noordstraat in Zottegem een schildering aan. In 2020 bracht Kymo One een werk aan op een muur aan de Gentse Oude Beestenmarkt. Dat jaar maakte Kymo One tevens op vraag van vakbonden ABVV en ACV een grote mural voor op de Belgische nationale luchthaven Brussels Airport (op een muur van het Swissport-gebouw) als eerbetoon aan de luchtvaartsector tijdens de coronapandemie.

## Afbeeldingen

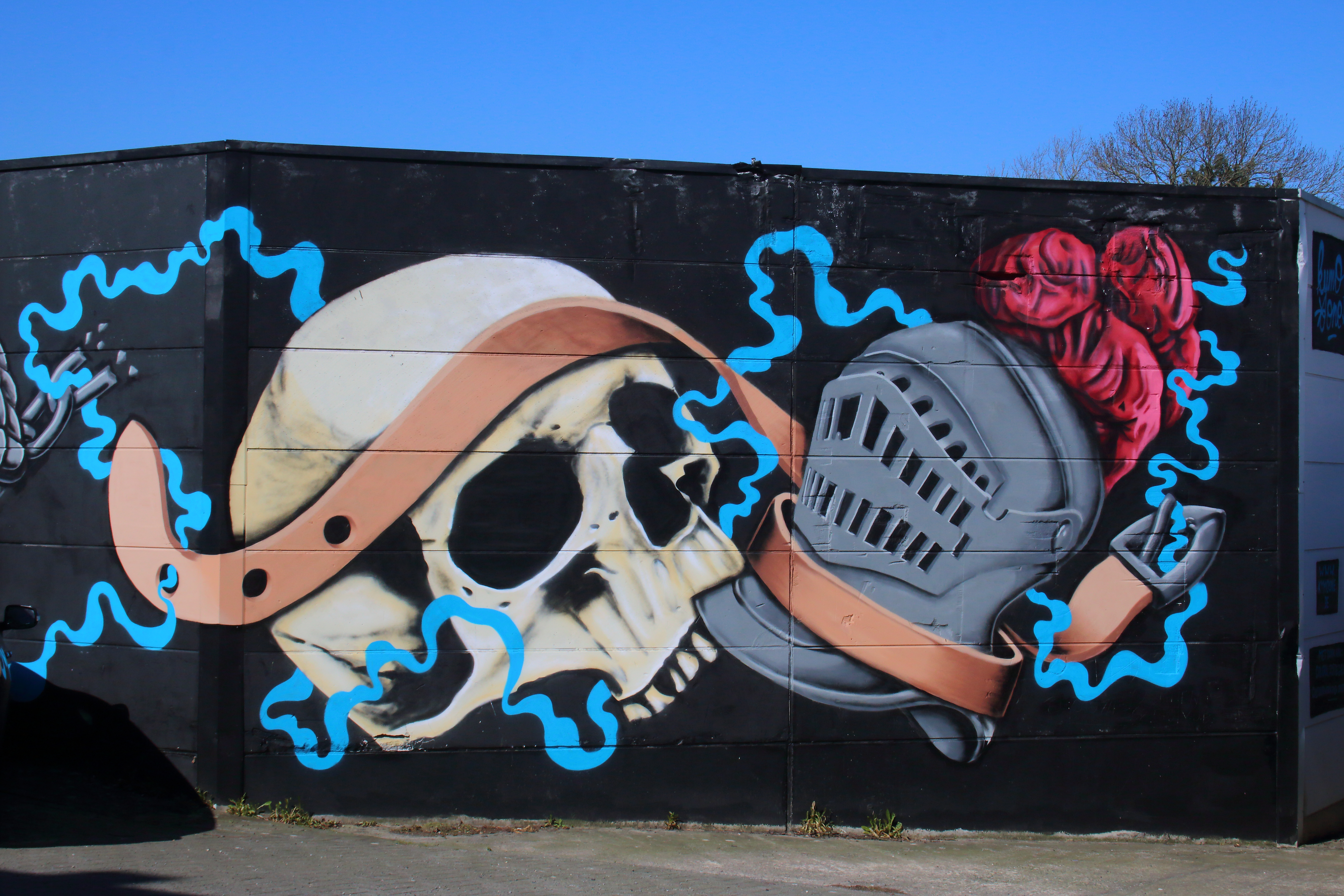
Muurschildering 'De onthoofding van Egmont', Noordstraat, Zottegem
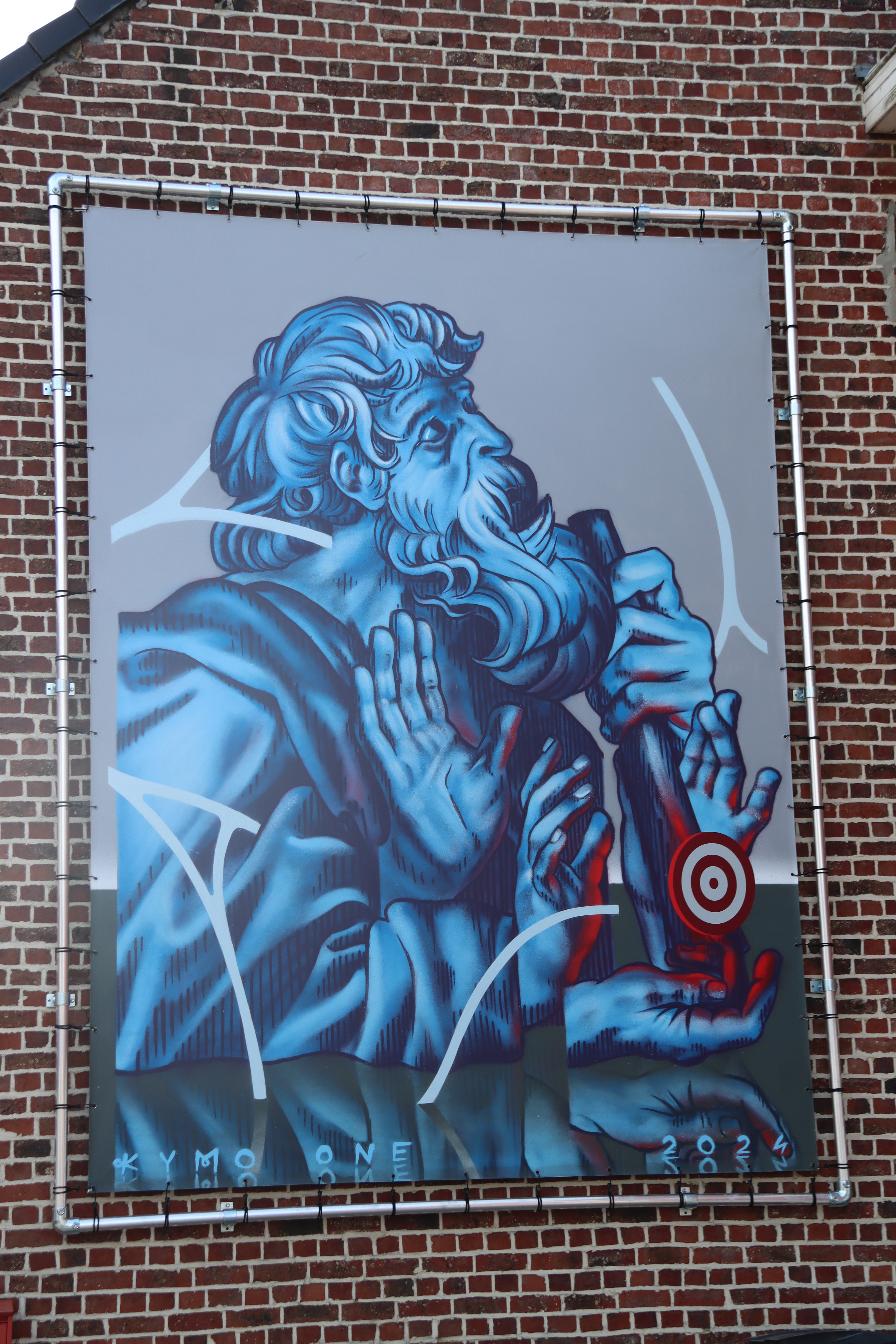
Beislovenstraat, Zottegem